# ضعف المنعكسات
ضعفُ المنعكسات هو مصطلحٌ طبيٌ يشير إلى المنعكسات (أو ردود الفعل) الأدنى من الطبيعية أو الغائبة/غير الموجودة (areflexia). يُمكن الكشف عنها عبر استخدام مطرقة المنعكسات. تُعد هذه الحالة عكسًا لحالة فرط المنعكسات.
يرتبط ضعف المنعكسات عمومًا بنقصٍ في الخلايا العصبية الحركية السفلية (في الخلايا العصبية الحركية ألفا من الحبل الشوكي إلى العضلات)، في حين يُعزى فرط المنعكسات إلى آفاتٍ في الخلايا العصبية الحركية العليا (على طول المسالك الحركية الطويلة من الدماغ). يُعتقد أنَّ الخلايا العصبية الحركية العليا تمنعُ القوس الانعكاسي، الذي يتكون من الخلايا العصبية الحسية من ألياف العضلات داخل الخلايا، والخلايا العصبية الحركية السفلية (والتي تتضمن ألياف ألفا وغاما الحركية) والعضلات الداخلية الملحقة. لذلك فإنَّ الضرر الذي يلحق بالخلايا العصبية الحركية السفلية سيؤدي لاحقًا إلى ضعف المنعكسات و/أو غيابها.
يُلاحظ أنه في حالات صدمة الحبل الشوكي [الإنجليزية]، التي تُرى بشكلٍ شائع في قطع الحبل الشوكي (إصابة الحبل الشوكي)، يُمكن أن تُحدثَ غيابًا للمنعكسات أسفل مستوى الضرر ويمكن أن تصبح بعد فترة فرطًا في المنعكسات. أيضًا، فإن حالات ضمور العضلات الشديد أو تدميرها يمكن أن تُجعل العضلات ضعيفة جدًا بحيث لا تظهر أي منعكس ولا يجب الخلط بينها وبين السبب العصبي.
قد يحدث ضعف المنعكسات لأسبابٍ أُخرى، وتتضمن قصور الغدة الدرقية، واختلال توازن الكهارل (مثل زيادة المغنيسيوم)، وبعض الأدوية (مثل أعراض التسمم بالبنزوديازيبين وتشمل الارتباك وتشوش الحديث والرنح والنعاس وضيق التنفس ونقص التنسج).
يرتبط عددٌ من الأمراض بضعف المنعكسات، وتشمل:
- الاعتلال العضلي المركزي
- متلازمة غيلان باريه
- متلازمة لامبرت-إيتون الوهن العضلي[4]
- اعتلال الأعصاب (المنعكسات الأخمصية ووتر أخيل)